# Курт Хамрин
Курт Роланд Хамрин (на шведски: Kurt Roland Hamrin)  (19 ноември 1934 Стокхолм (Швеция) - 4 февруари 2024 Флоренция, Италия)  е шведски футболист нападател. Почти цялата му кариера преминава в италиански клубове и Националния отбор на Швеция. Бронзов медалист на Мондиал 1958., до 2024 бе последният жив участник от това Световно първенство. 
Става голмайстор №1 на „Фиорентина“, печели КЕШ с „Милан“. Наречен от феновете „Малката птичка“, заради бързината и лекотата  на движенията му по дясното крило.

## Кариера
Хамрин е петия син в семейството на бояджията Карл. Той чиракува четири години в печатницата на стокхолмския вестник „Dagenvs Nyheter“ след което получава диплома и решава да продължи. По същото време играе в шведския „АИК“, но там парите не му стигат.
На 20 ноември 1955 случайно е забелязан от Джани Аниели, президент на „Ювентус“ на приятелски мач в Лисабон, където шведите разбиват Португалия с 6:2. Сандро Пупо, който е треньор на „Юве“ по това време, не е ентусиазиран от трансфера, но Аниели настоява на своето. Още в първия си мач Хамрин вкарва два гола на „Лацио“, следващата седмица на „Интер“, следва „Удинезе“, но в четвъртия мач му чупят крака и това не му позволява да се наложи в „Ювентус“. „Бианконерите“ го прехвърлят в „Падова“, чийто треньор е гениалния Нерио Роко, откривателят на „катеначото“. Той силно вярва в Хамрин и му поръчва специални ортопедични обувки, които да пазят глезените на нападателя.
Кнут е като нов и вкарва 20 гола в 30 мача и с това помага на „Падова“ да вземе бронзовите медали в първенството. Кариерата му е в подем. Той става Световен вицешампион през 1958 година и прави кариера във „Фиорентина“. През 1967 е повикан в „Милан“ от бившия си треньор Нерио Роко. Там той печели всичко с миланския тим. Следват „Наполи“ и края на кариерата му в „ИФК Стокхолм“.
След приключване на кариерата си се мести във Флоренция със семейството си. През 1971-72 е треньр на „Про Верчели“. От 1998 до 2008 работи в „Милан“ .

### Успехи
Отборни
 Падова (Падуа)
- Серия А
  -  Бронзов медалист (1): 1957/58

 Фиорентина (Флоренция)
- Купа на Италия
  -  Носител (2): 1959/60, 1965/66
- Купа на носителите на купи
  -  Носител (1): 1960/61
- Купа Митропа
  -  Носител (1): 1968

 Милан (Милано)
- Серия А
  -  Шампион (1): 1967/68
- Купа на европейските шампиони
  -  Носител (1): 1968/69
- Купа на носителите на купи
  -  Носител (1): 1967/68

 Швеция
- Бронзов медалист (1): Мондиал 1958

### Най-добър
- Голмайстор в Шведското първенство Алсвенскан: 1954/55
- Голмайстор в КНК: 1960/61 (6 гола)
- В 11-рката на ФИФА: 1967
- Президентска награда на УЕФА: 2014
- В залата на славата на „Фиорентина“: 2012
- 9 място в списъка на голмайсторите в Серия А за всички времена
- 2 място в списъка на голмайсторите в „Фиорентина“ за всички времена
- В идеалната единайсеторка на „Фиорентина“ за всички времена
- Рекордьор в Серия А за най-много вкарани голове като гост: 5 („Аталанта“-„Фиорентина“ - 1:7, 2 февруари 1964)